# Tour de Romandia 2009
El Tour de Romandia 2009 és la 63a edició del Tour de Romandia i es disputa entre el 28 d'abril i el 3 de maig de 2009 a Suïssa. Aquesta és la sisena prova de l'UCI ProTour 2009.
A més dels 18 equips ProTour, que tenen garantida la seva participació, s'han establert dues invitacions pels equips Cervélo TestTeam i BMC Racing Team, els quals tenen forts vincles amb Suïssa. Andreas Klöden, vigent campió de la prova no defensarà el títol aconseguit l'any anterior. Sí que hi seran presents els vencedors del 2007 i 2006, Thomas Dekker i Cadel Evans. Uns altres favorits al triomf final són Roman Kreuziger (Liquigas), Marco Pinotti (Team Columbia-High Road), Denís Ménxov (Rabobank) i Alejandro Valverde (Caisse d'Epargne).

## Etapes

### Pròleg -28 d'abrilde2009.Lausana, 3,1 km (CRI)
|   | Ciclista           | Equip                   | Temps     |
| - | ------------------ | ----------------------- | --------- |
| 1 | František Raboň    | Team Columbia-High Road | 3' 44,56" |
| 2 | Sandy Casar        | FDJ                     | + 2"      |
| 3 | Alejandro Valverde | Caisse d'Epargne        | + 3"      |
| 4 | Tyler Farrar       | Garmin-Slipstream       | + 4"      |
| 5 | Roman Kreuziger    | Liquigas                | m. t.     |

|   | Ciclista           | Equip                   | Temps     |
| - | ------------------ | ----------------------- | --------- |
| 1 | František Raboň    | Team Columbia-High Road | 3' 44,56" |
| 2 | Sandy Casar        | FDJ                     | + 2"      |
| 3 | Alejandro Valverde | Caisse d'Epargne        | + 3"      |
| 4 | Tyler Farrar       | Garmin-Slipstream       | + 4"      |
| 5 | Roman Kreuziger    | Liquigas                | m. t.     |

### Etapa 1 -29 d'abrilde2009. Montreux -Friburg, 176,2 km

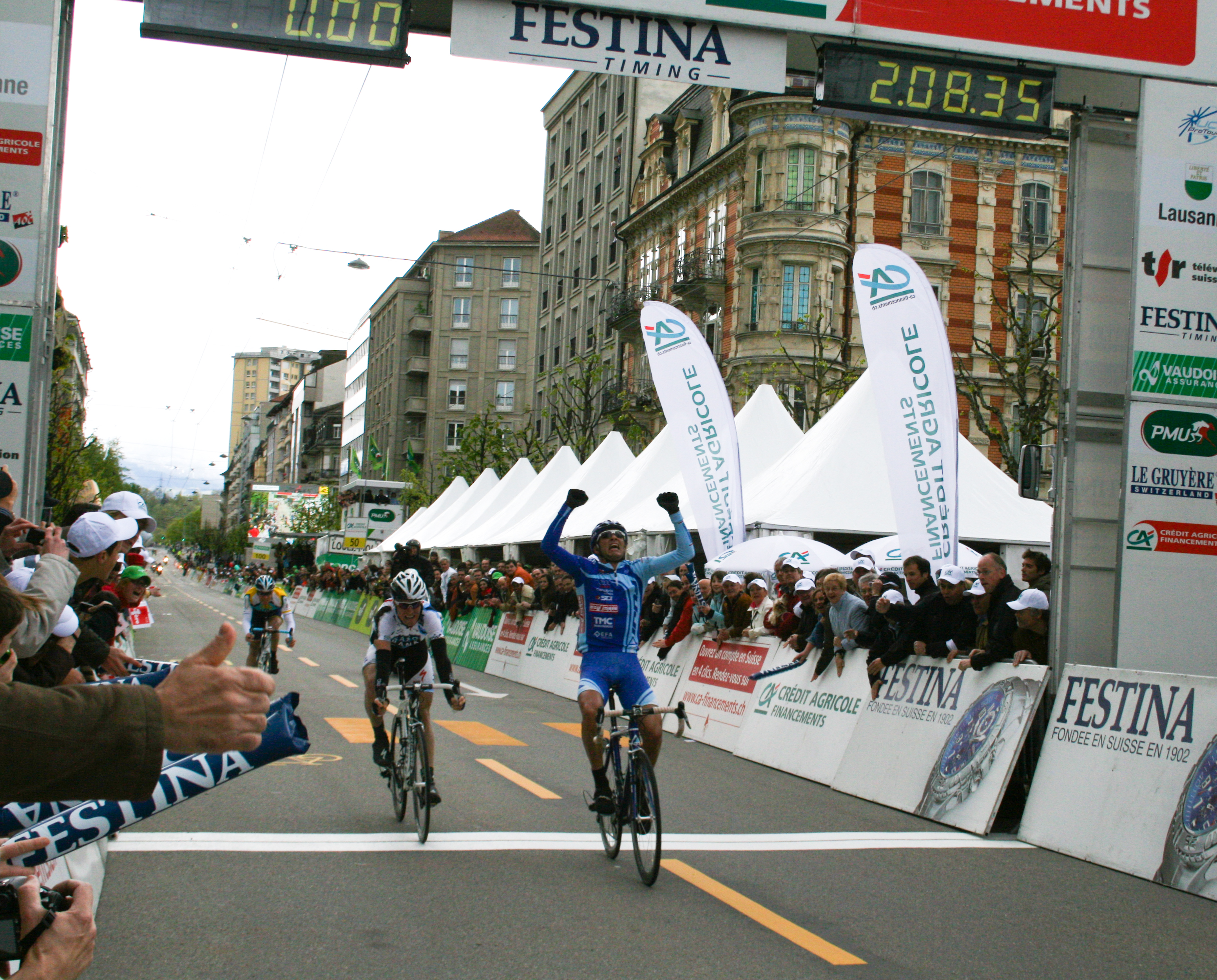
Arribada de la primera etapa del Tour de Romandia 2009, guanyada per Ricardo Serrano

Tot i que inicialment l'etapa havia de tenir 176,2 km i tres ports de muntanya, la neu caiguda al col de Jaun ho impedí, quedant l'etapa reduïda a tan sols 87,6 km i un sol port de muntanya, el darrer.
|   | Ciclista        | Equip                   | Temps     |
| - | --------------- | ----------------------- | --------- |
| 1 | Ricardo Serrano | Fuji-Servetto           | 2h 8' 35" |
| 2 | Lars Bak        | Team Saxo Bank          | m. t.     |
| 3 | Grégory Rast    | Astana Qazaqstan Team   | m. t.     |
| 4 | Tony Martin     | Team Columbia-High Road | + 28"     |
| 5 | Haimar Zubeldia | Astana Qazaqstan Team   | + 28"     |

|   | Ciclista        | Equip                   | Temps      |
| - | --------------- | ----------------------- | ---------- |
| 1 | Grégory Rast    | Astana Qazaqstan Team   | 2h 12' 17" |
| 2 | Ricardo Serrano | Fuji-Servetto           | + 5"       |
| 3 | Lars Bak        | Team Saxo Bank          | + 12"      |
| 4 | František Raboň | Team Columbia-High Road | + 35"      |
| 5 | Sandy Casar     | FDJ                     | m. t.      |

### Etapa 2 -30 d'abrilde2009.La Chaux-de-Fonds-La Chaux-de-Fonds, 161,5 km
|   | Ciclista        | Equip                   | Temps     |
| - | --------------- | ----------------------- | --------- |
| 1 | Oscar Freire    | Rabobank ProTeam        | 4h 6' 56" |
| 2 | Frantisek Rabon | Team Columbia-High Road | m. t.     |
| 3 | Assan Bazàiev   | Astana Qazaqstan Team   | m. t.     |
| 4 | Roman Kreuziger | Liquigas                | m. t.     |
| 5 | Daniel Martin   | Garmin-Slipstream       | m. t.     |

|   | Ciclista        | Equip                   | Temps      |
| - | --------------- | ----------------------- | ---------- |
| 1 | Grégory Rast    | Astana Qazaqstan Team   | 6h 19' 13" |
| 2 | Ricardo Serrano | Fuji-Servetto           | + 5"       |
| 3 | Lars Bak        | Team Saxo Bank          | + 12"      |
| 4 | Frantisek Rabon | Team Columbia-High Road | + 27"      |
| 5 | Oscar Freire    | Rabobank ProTeam        | + 28"      |

### Etapa 3 -1 de maigde2009.Yverdon-les-Bains, 14,8 km (CRE)
|   | Equip                   | Temps   |
| - | ----------------------- | ------- |
| 1 | Team Columbia-High Road | 18' 37" |
| 2 | Caisse d'Epargne        | + 10"   |
| 3 | Team Saxo Bank          | + 16"   |
| 4 | Liquigas                | + 24"   |
| 5 | Silence-Lotto           | + 25"   |

|   | Ciclista            | Equip                   | Temps      |
| - | ------------------- | ----------------------- | ---------- |
| 1 | František Raboň     | Team Columbia-High Road | 6h 38' 17" |
| 2 | Lars Bak            | Team Saxo Bank          | + 1"       |
| 3 | Tony Martin         | Team Columbia-High Road | + 8"       |
| 4 | Alejandro Valverde  | Caisse d'Epargne        | + 19"      |
| 5 | Kanstantsín Siutsou | Team Columbia-High Road | + 21"      |

### Etapa 4 -2 de maigde2009.Estavayer-le-Lac-Sainte-Croix, 157,5 km
|   | Ciclista           | Equip             | Temps      |
| - | ------------------ | ----------------- | ---------- |
| 1 | Roman Kreuziger    | Liquigas          | 4h 11' 44" |
| 2 | Rein Taaramäe      | Cofidis           | m. t.      |
| 3 | Vladímir Karpets   | Team Katusha      | + 7"       |
| 4 | Fredrik Kessiakoff | Fuji-Servetto     | + 17"      |
| 5 | Mikel Astarloza    | Euskaltel–Euskadi | + 45"      |

|   | Ciclista           | Equip            | Temps       |
| - | ------------------ | ---------------- | ----------- |
| 1 | Roman Kreuziger    | Liquigas         | 10h 50' 25" |
| 2 | Vladímir Karpets   | Team Katusha     | + 18"       |
| 3 | Rein Taaramäe      | Cofidis          | + 25"       |
| 4 | Alejandro Valverde | Caisse d'Epargne | + 46"       |
| 5 | Rigoberto Urán     | Caisse d'Epargne | + 48"       |

### Etapa 5 -3 de maigde2009.Aubonne-Ginebra, 150,5 km
|   | Ciclista         | Equip             | Temps      |
| - | ---------------- | ----------------- | ---------- |
| 1 | Oscar Freire     | Rabobank ProTeam  | 3h 29' 49" |
| 2 | Tyler Farrar     | Garmin-Slipstream | m. t.      |
| 3 | Koldo Fernández  | Euskaltel–Euskadi | m. t.      |
| 4 | Philippe Gilbert | Silence-Lotto     | m. t.      |
| 5 | Nico Sijmens     | Cofidis           | m. t.      |

|   | Ciclista           | Equip            | Temps       |
| - | ------------------ | ---------------- | ----------- |
| 1 | Roman Kreuziger    | Liquigas         | 14h 20' 14" |
| 2 | Vladímir Karpets   | Team Katusha     | + 18"       |
| 3 | Rein Taaramäe      | Cofidis          | + 25"       |
| 4 | Alejandro Valverde | Caisse d'Epargne | + 46"       |
| 5 | Rigoberto Urán     | Caisse d'Epargne | + 48"       |

## Classificacions finals
|    | Ciclista            | Equip                   | Temps       |
| -- | ------------------- | ----------------------- | ----------- |
| 1  | Roman Kreuziger     | Liquigas                | 14h 20' 14" |
| 2  | Vladímir Karpets    | Team Katusha            | + 18"       |
| 3  | Rein Taaramäe       | Cofidis                 | + 25"       |
| 4  | Alejandro Valverde  | Caisse d'Epargne        | + 46"       |
| 5  | Rigoberto Urán      | Caisse d'Epargne        | + 48"       |
| 6  | Lars Bak            | Team Saxo Bank          | + 1' 1"     |
| 7  | Cadel Evans         | Silence-Lotto           | + 1' 7"     |
| 8  | Tony Martin         | Team Columbia-High Road | + 1' 8"     |
| 9  | Fredrik Kessiakoff  | Fuji-Servetto           | + 1' 16"    |
| 10 | Kanstantsín Siutsou | Team Columbia-High Road | + 1' 21"    |

|   | Ciclista        | Equip                 | Punts  |
| - | --------------- | --------------------- | ------ |
| 1 | Laurens ten Dam | Rabobank ProTeam      | 36 pts |
| 2 | Matthieu Sprick | Bbox Bouygues Telecom | 28 pts |
| 3 | David Moncoutié | Cofidis               | 26 pts |
| 4 | Ricardo Serrano | Fuji-Servetto         | 20 pts |
| 5 | Florent Brard   | Cofidis               | 20 pts |

|   | Ciclista         | Equip                 | Punts  |
| - | ---------------- | --------------------- | ------ |
| 1 | Grégory Rast     | Astana Qazaqstan Team | 15 pts |
| 2 | Florent Brard    | Cofidis               | 12 pts |
| 3 | Jérôme Coppel    | FDJ                   | 9 pts  |
| 4 | Sandy Casar      | FDJ                   | 7 pts  |
| 5 | Philippe Gilbert | Silence-Lotto         | 6 pts  |

|   | Ciclista        | Equip                   | Temps       |
| - | --------------- | ----------------------- | ----------- |
| 1 | Roman Kreuziger | Liquigas                | 14h 20' 14" |
| 2 | Rein Taaramäe   | Cofidis                 | + 25"       |
| 3 | Rigoberto Urán  | Caisse d'Epargne        | + 48"       |
| 4 | Tony Martin     | Team Columbia-High Road | + 1' 08"    |
| 5 | Mathias Frank   | BMC Racing Team         | + 1' 26"    |

## Evolució de les classificacions
| Etapa (Vencedor)                         | Classificació general | Classificació dels esprints | Classificació de la muntanya | Classificació dels joves | Classificació per equips | Premi de la combativitat |
| ---------------------------------------- | --------------------- | --------------------------- | ---------------------------- | ------------------------ | ------------------------ | ------------------------ |
| 0Pròleg (CRI) (František Raboň)          | František Raboň       | No s'entrega                | No s'entrega                 | Tyler Farrar             | FDJ                      | No s'entrega             |
| 0Etapa 1 (Ricardo Serrano)               | Grégory Rast          | Grégory Rast                | Ricardo Serrano              | Tony Martin              | Astana Qazaqstan Team    | Ricardo Serrano          |
| 0Etapa 2 (Oscar Freire)                  | Grégory Rast          | Grégory Rast                | Matthieu Sprick              | Tony Martin              | Astana Qazaqstan Team    | Matthieu Sprick          |
| 0Etapa 3 (CRE) (Team Columbia-High Road) | František Raboň       | Grégory Rast                | Matthieu Sprick              | Tony Martin              | Team Columbia-High Road  | Alexandre Moos           |
| 0Etapa 4 (Roman Kreuziger)               | Roman Kreuziger       | Grégory Rast                | Laurens ten Dam              | Roman Kreuziger          | Caisse d'Epargne         | Laurens ten Dam          |
| 0Etapa 5 (Óscar Freire)                  | Roman Kreuziger       | Grégory Rast                | Laurens ten Dam              | Roman Kreuziger          | Caisse d'Epargne         |                          |
| 0Final                                   | Roman Kreuziger       | Grégory Rast                | Laurens ten Dam              | Roman Kreuziger          | Caisse d'Epargne         |                          |